# Faton Maloku
Faton Maloku (Gjilan, 14 giugno 1991) è un calciatore kosovaro, portiere del Drita.

## Carriera
Cresciuto nelle giovanili della squadra kosovara del Gjilani.

## Palmarès

### Club

#### Competizioni nazionali
- Campionato kosovaro: 2

Drita: 2019-2020, 2024-2025
- Coppa d'Albania: 1

Kukësi: 2018-2019